# Cosmisoma persimile
Cosmisoma persimile je vrsta hrošča iz družine kozličkov (Cerambycidae). Vrsto je leta 1911 prvi opisal francoski entomolog Pierre-Émile Gounelle.